# Paulo Vasconcelos
Paulo Sérgio Vieira Vasconcelos (sinh ngày 2 tháng 7 năm 1997) là một cầu thủ bóng đá người Bồ Đào Nha thi đấu cho C.F. União, ở vị trí hậu vệ.

## Sự nghiệp bóng đá
Ngày 30 tháng 7 năm 2017, Vasconcelos có màn ra mắt cho União Madeira trong trận đấu tại Cúp Liên đoàn bóng đá Bồ Đào Nha 2017–18 trước Gil Vicente.